# فرانکفورت
فرانکفورت یا فرانکفورت آم ماین (به آلمانی: Frankfurt am Main) ()، مرکز مالی کشور آلمان است که با جمعیت ۷۶۱٫۵۶۱ نفر، بزرگ‌ترین شهر ایالت هسن و پنجمین شهر بزرگ آلمان می‌باشد. این شهر به مدت پنج سده شهر آزاد فرانکفورت نام داشت و یکی از مهم‌ترین شهرهای امپراتوری مقدس روم بود که در سال ۱۸۶۶ حاکمیت مستقل خود را از دست داد.

## اقتصاد و موقعیت

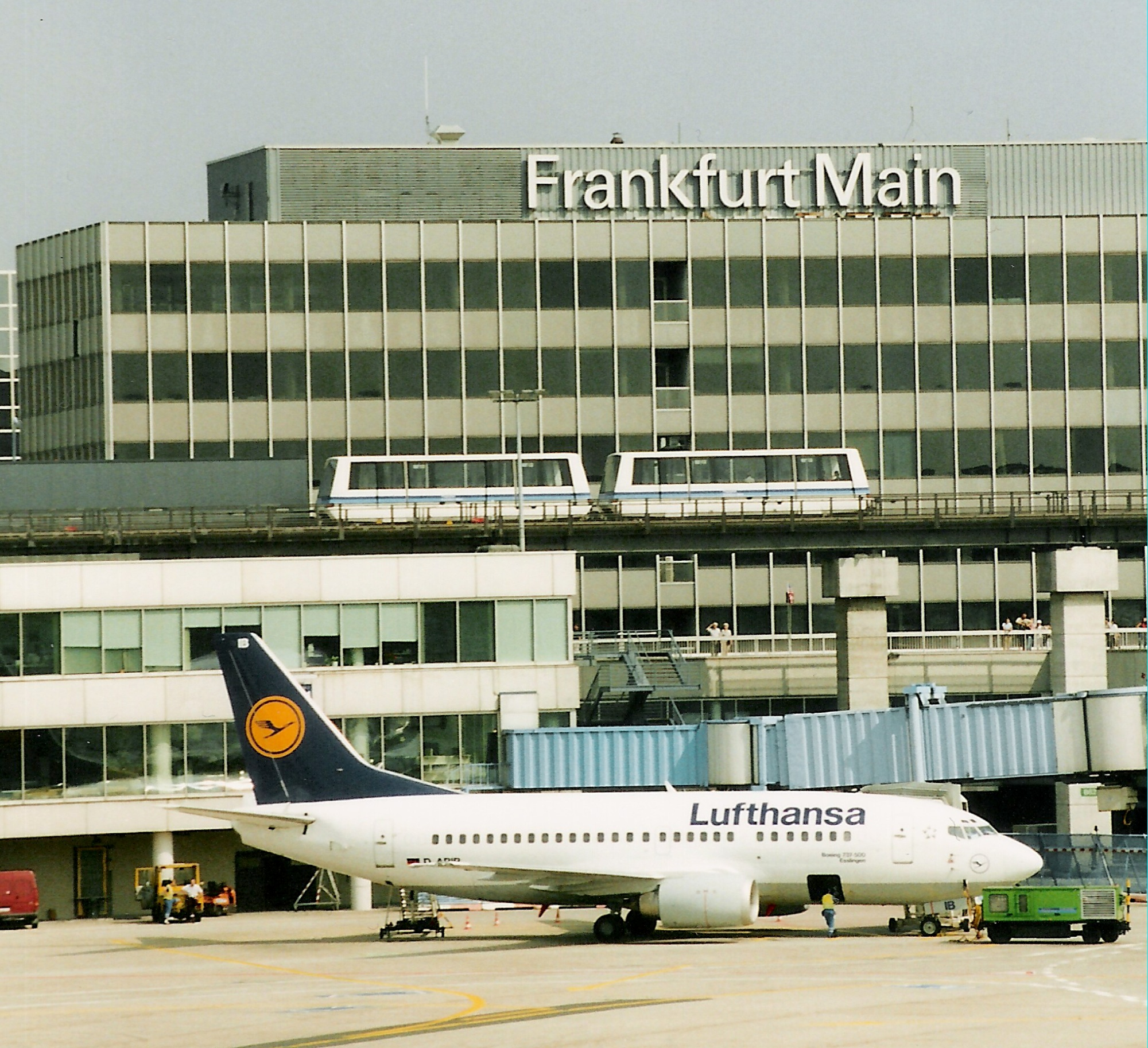
فرودگاه فرانکفورت

فرانکفورت امروزه یکی از ثروتمندترین مراکز اروپا و مرکز فرهنگ، ادبیات و همچنین بانکها است. فرانکفورت با حومه‌اش راین-ماین، بعد از راین-رور بزرگ‌ترین مرکز حومه‌ای آلمان به‌شمار می‌رود.
فرانکفورت قرارگاه بانک مرکزی اروپا و مهم‌ترین شهر اقتصادی قاره اروپا است. این شهر همچنین به‌دلیل دارا بودن نمایشگاه در جهان شهرت پیدا کرده‌است. در عین حال یکی از بزرگ‌ترین مناطق حمل و نقل اروپا نیز است. موقعیت مرکزی فرانکفورت در اروپا نیز باعث رشد فرودگاه فرانکفورت نیز شده‌است.
بدون همتا در کل اروپا، آسمانخراش‌های فرانکفورت نیز هستند که به Frankfurter Skyline شهرت یافته‌اند. دانشگاه گوته فرانکفورت به نام گوته نام‌گذاری شده و فرانکفورت از این گذشته دارای یک دانشسرای عالی صنعتی، دانشگاه هنرهای تجسمی (اشتدل)، دانشگاه فلسفه و الهیات، دانشگاه موسیقی و هنرهای نمایشی و مدرسه بین‌المللی اقتصاد و مدیریت نیز است.

## تاریخ
نام فرانکفورت بر ماین از Franconofurt مشتق می‌شود؛ که Franco به قوم ژرمن فرانک‌ها برمی‌گردد. furt نیز به معنی منطقه کم‌عمق رود یا نهری است که گذر از آن برای انسان میسر است (پایاب). در این منطقه آلمان‌ها و فرانک‌ها باهم زندگی می‌کردند. نام فرانکفورت بر ماین نخستین بار در یکی از متن‌های رسمی شارلمانی ۲۲ فوریه ۷۹۴ استفاده شد.

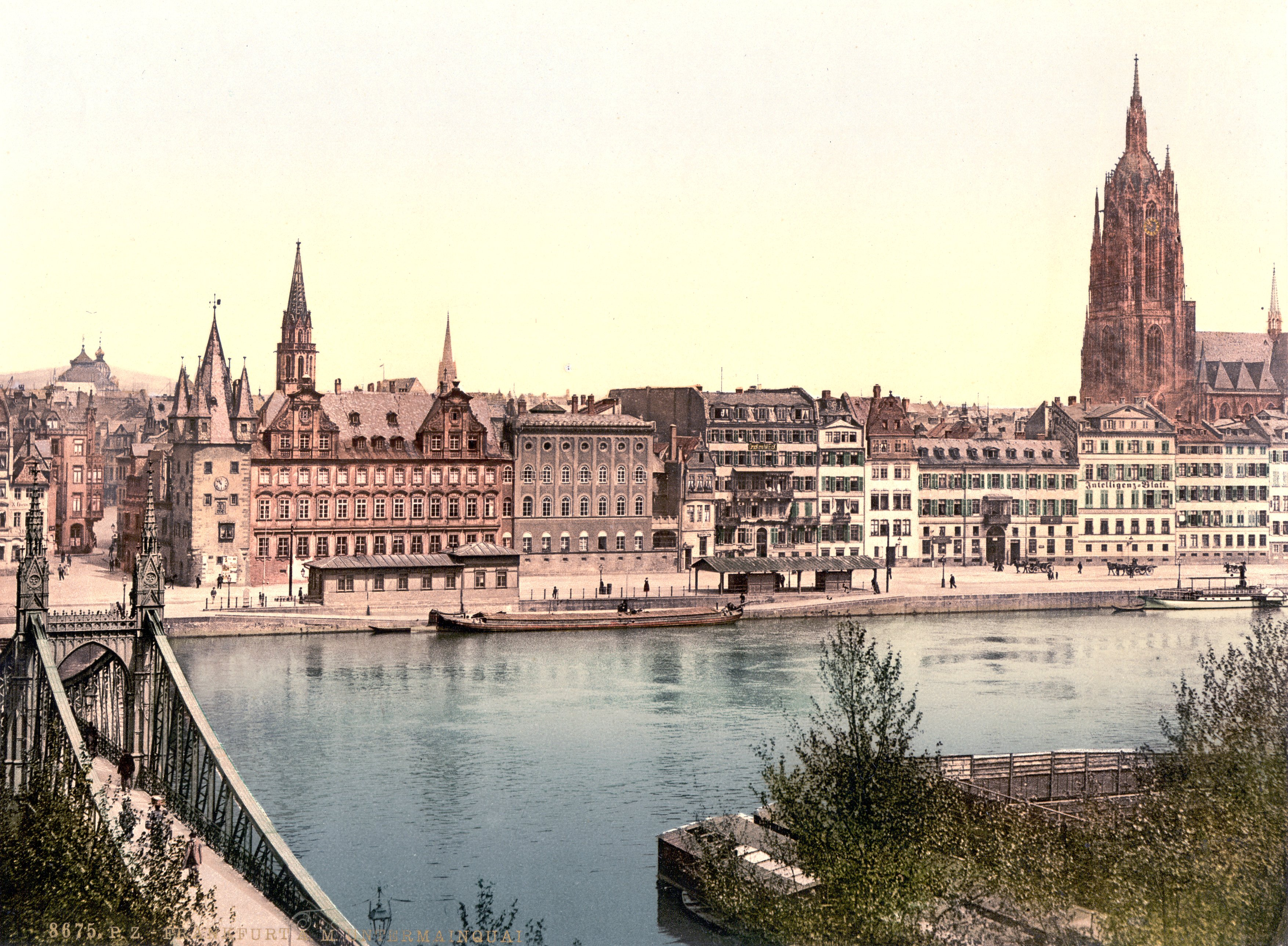
منظره فرانکفورت سال ۱۹۰۰

در امپراتوری مقدس روم، فرانکفورت یکی از مهم‌ترین شهرها بود. امپراتور آلمان، از سال ۸۵۵ در فرانکفورت انتخاب می‌شد و در آخن تاج‌گذاری می‌کرد. از سال ۱۵۶۲ نیز تاج‌گذاری امپراتور، حتی در شهر فرانکفورت انجام می‌گرفت. این سنت در سال ۱۷۹۲ و با انتخاب فرانس دوم پایان پذیرفت.
در جنگ سی‌ساله (جنگ داخلی بین دو مذهب در آلمان)، فرانکفورت بی‌طرف ماند، ولی با اپیدمی طاعون در خود و حومه‌اش مواجه شد. بعد از پایان جنگ، فرانکفورت سلامت خود را بازیافت.
در جنگ‌های ناپلئونی، فرانکفورت توسط نیروهای فرانسوی اشغال شد. بعد از انقلاب مارس ۱۸۴۸ فرانکفورت مرکز اولین مجمع ملی آلمان (پارلمان آلمان) بود.
فرانکفورت استقلال خود را در جنگ اتریش-پروس از دست داد، هنگامی که پروس به چند ایالت کوچک‌تر تقسیم‌بندی شد که یکی از آنها شهر آزاد فرانکفورت بود.
سال ۱۹۱۴ شهروندان فرانکفورت دانشگاه آن را تأسیس کردند که بعدها نام دانشگاه یوهان ولفگانگ گوته را بر خود گرفت. در جنگ جهانی دوم فرانکفورت بارها بمب‌باران شد و حدود ۵۵۰۰ شهروند آن جان خود را از دست دادند. پس از جنگ جهانی، مانند سایر شهرهای دیگر آلمان، فرانکفورت شکوفایی خود را باز به دست آورد. در دوران آلمان تحت اشغال متفقین این مرکز منطقه اشغال نظامی ایالات متحده بود.

## اماکن دیدنی
فرانکفورت دارای آسمان خراش‌های بلند، خانه اپرا، سالن‌های تئاتر، باغ وحش، مراکز خرید و پارک‌های متنوع می‌باشد و بیش از ۵۰ موزه را در خود جای داده‌است.

## مکتب فرانکفورت
مکتب فرانکفورت (به آلمانی: Frankfurter Schule) در رابطه با نظریه انتقادی، نام مکتبی آلمانی است که در دهه ۱۹۳۰ (میلادی) توسط ماکس هورکهایمر در قالب یک انجمن پژوهش‌های اجتماعی در فرانکفورت تأسیس شد. عمده فعالیت این مکتب در زمینه‌های مربوط به فلسفهٔ علوم اجتماعی، جامعه‌شناسی و نظریهٔ اجتماعی نئومارکسیستی است.

## شهرهای همسایه
فرانکفورت با شهرهای زیر خواهر است:
- ۱۹۶۰  لیون، فرانسه[۴]
- ۱۹۶۶  بیرمنگام، بریتانیا
- ۱۹۷۱  میلان، ایتالیا[۵]
- ۱۹۷۹  قاهره، مصر
- ۱۹۸۸  گوانگ‌ژو، چین[۶]
- ۱۹۸۹  تورنتو، کانادا
- ۱۹۹۰  پراگ، جمهوری چک[۷]
- ۱۹۹۰  بوداپست، مجارستان[۸]
- ۱۹۹۱  لایپزیگ، آلمان[۹]
- ۱۹۹۱  گرانادا، نیکاراگوئه
- ۲۰۰۵  دوبی، امارات متحده عربی
- ۲۰۱۱  یوکوهاما، ژاپن

## نگارخانه

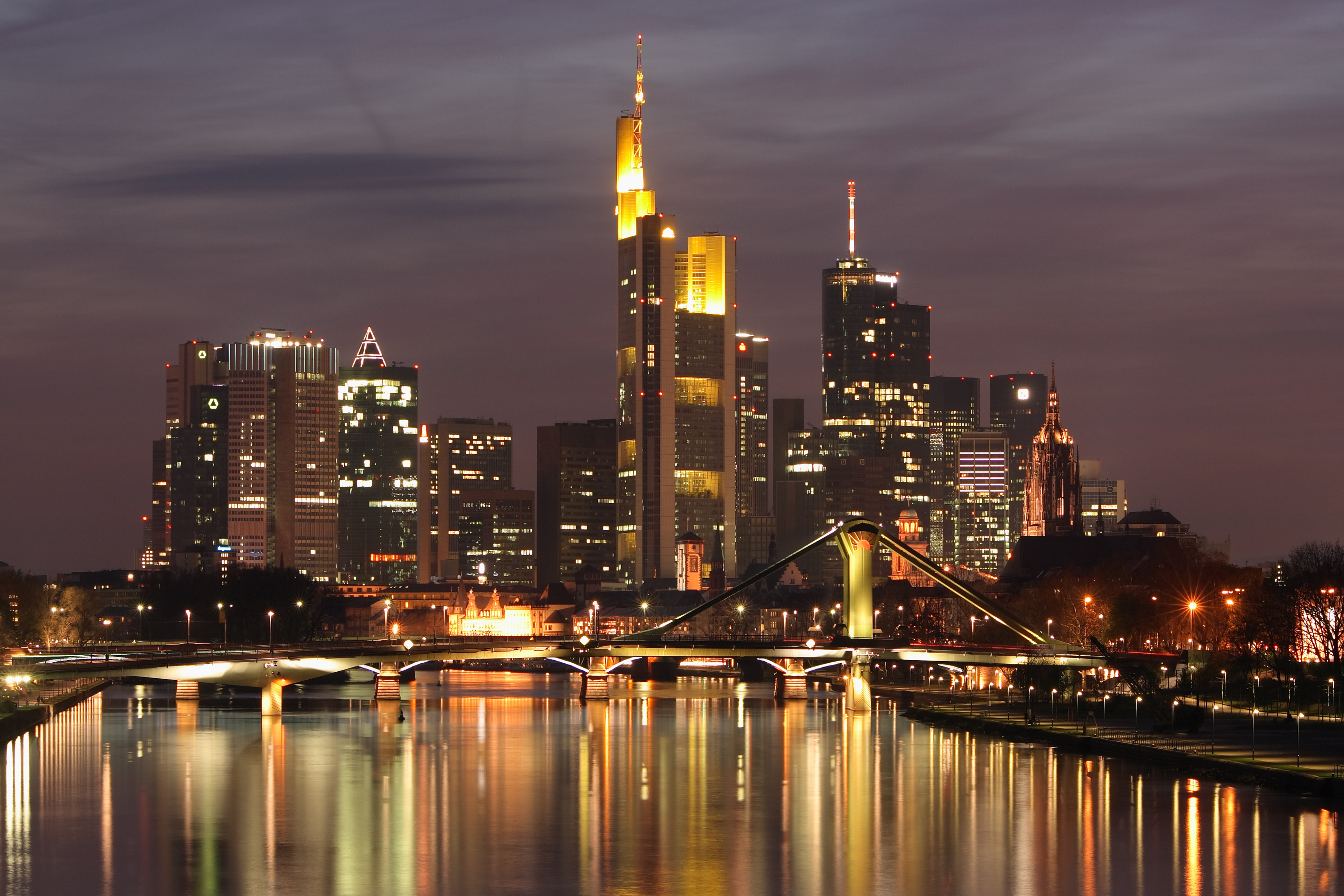
آسمان‌خراش‌های فرانکفورت هنگام غروب آفتاب
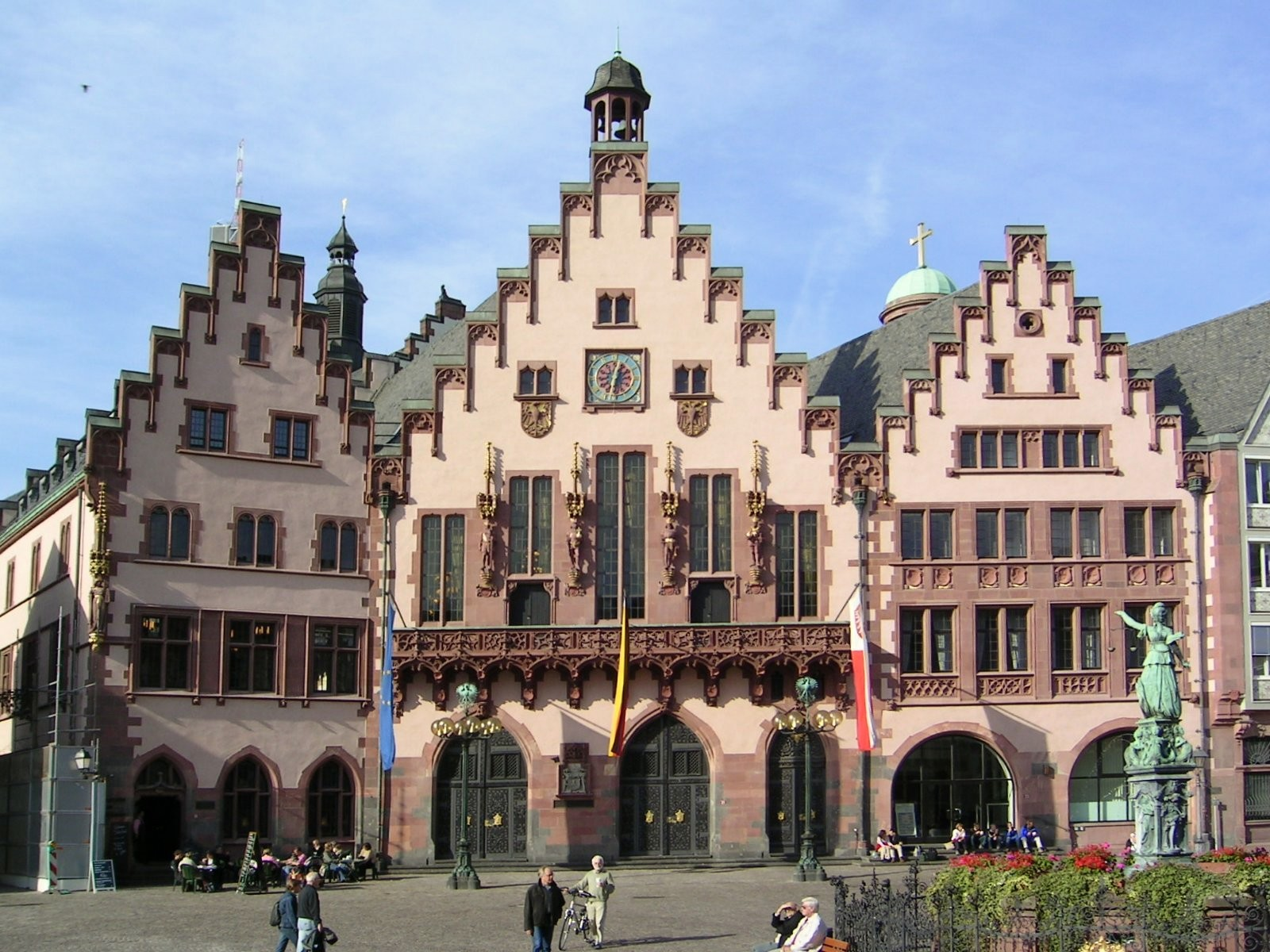
رومر (Römer)، مکان شهرداری
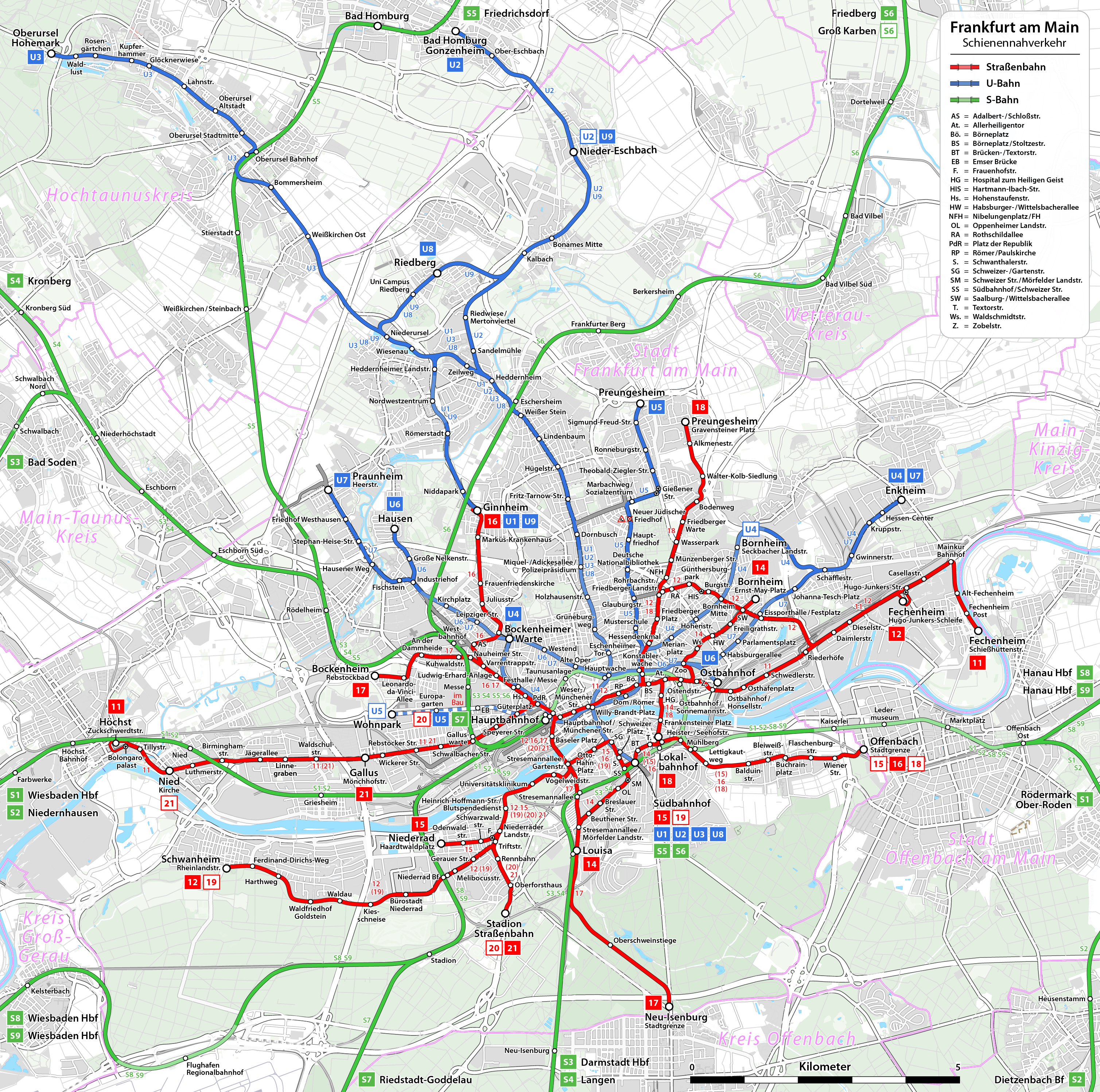
شبکه خطوط ریلی فرانکفورت
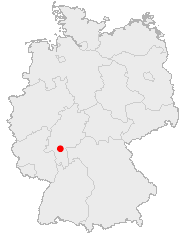
محل شهر فرانکفورت بر روی نقشه آلمان